# ديف جونز (لاعب كرة قدم بريطاني)
ديف جونز (بالإنجليزية: Dave Jones)‏ (7 يناير 1932 في المملكة المتحدة - ) هو لاعب كرة قدم بريطاني في مركز حراسة المرمى. لعب مع نادي برينتفورد ونادي ريدنغ ونادي دارتفورد ونادي ألدرشوت ونادي دوفر.

## وصلات خارجية
- ديف جونز على موقع قاعدة بيانات كرة القدم.إي يو (الإنجليزية)